# Tonita
La tonita és un explosiu utilitzat de vegades a finals del segle xix i principis del XX. Consisteix en una barreja de pesos iguals de nitrat de bari i nitrocel·lulosa (cotó-pólvora).
Els productes del cotó-pólvora perfectament detonant es poden expressar mitjançant la següent equació: 2C₁₂ H14 O₄ (NO₃)₆ = 18CO + 6CO ₂ + 14H₂O + 12N. Per tant, no conté oxigen suficient per a la combustió completa del seu carboni. La producció de monòxid de carboni és perillosa en les operacions mineres en particular, per la qual cosa es proporciona oxigen addicional barrejant un compost de nitrats amb el guncotton (cotó-pólvora). S'han utilitzat diversos nitrats (nitre, nitrat de potassi, nitrat de bari, nitrat d'amoni).
L'explosiu va ser patentat el 1874 pels senyors Trench, Faure i Mackie. Les altes pressions de gas generades per la detonació de tonita van fer que s'utilitzés com a càrrega eclosiva d'algunes granades de mà primitives utilitzades a la Primera Guerra Mundial. El seu nom es va prendre del verb llatí tonat = "trona", i en llengua anglesa cal pronunciar-ho com "toe-nite" ("dit del peu") i no com "tonight" ("aquesta nit").